# Erupción de rayos X
En astronomía una erupción de rayos X (conocida internacionalmente con su denominación inglesa: Burster o XRB) son una clase de estrella binaria de Rayos X que muestra periódicos y repentinos incrementos de luminosidad, típicamente en un factor de 10 veces o más, dentro de la región de rayos X del espectro electromagnético.
Estos sistemas astronómicos se componen por acrecimiento de una estrella compacta, típicamente una estrella de neutrones o incluso de un agujero negro, y una estrella acompañante. La masa de esta última se utiliza como parámetro para categorizar el sistema como binaria de rayos X de masa alta (más de 10 veces la masa solar) o baja (menos de una masa solar), abreviado en la jerga astronómica HMXB o LMXB respectivamente.
Las erupciones de rayos X difieren al observarse de otras fuentes pasajeras de rayos X (como un púlsar de rayos X) porque muestran un agudo incremento de 1 a 10 segundos, seguido por una debilitación del espectro, característico del enfriamiento de un cuerpo negro. La energía individual se una erupción de rayos X se caracteriza por un flujo integrado de 1039-40 ergios, comparado con la luminosidad fija en el orden de 1037 ergios  por el acrecimiento sobre una estrella de neutrones.
De esta forma, la tasa de flujo respecto del flujo permanente, referido en la literatura como α, varía de 10 a 103, pero típicamente stá en el rango de 100. Los rayos X emitidos por la mayoría de estos sistemas  recurren en un período que va de horas a días, aunque fenómenos de mayor duración se han hallado en algunos otros sistemas. En casos poco usuales, se han observado erupciones de rayos X débiles, con periodos d  recurrencia de 5 a 20 minutos.
La abreviatura XRB puede referirse a esta clase de objetos (fuentes de rayos X) o a la observación astronómica de la radiación X asociada.  

## Astrofísica de la erupción
Cuando una estrella de un sistema binario llena el lóbulo de Roche, sea por estar muy cerca de su acompañante o por tener un radio relativamente grande, comienza a perder materia que va  hacia la estrella de neutrones. 
Alternativamente la estrella asociada puede sufrir una pérdida de masa estelar al exceder su límite de Eddington, y parte de este material puede ser atraído a la estrella de neutrones. En tales circunstancias , con un período orbital corto y una asociada masiva, ambos procesos pueden contribuir a transferir materia de la acompañante a la estrella de neutrones. En ambos casos el material se origina en las capas superficiales de la acompañante, y es rico en hidrógeno y helio. 
Como las estrellas compactas tienen un altísimo campo gravitacional. la materia cae a alta velocidad, por lo general colisionando con otros materiales atraídos en el camino, formando un disco de acreción.En un eruptor de rayos X la materia acrece sobre la superficie de la estrella de neutrones como una capa de materia degenerada, otro resultado del campo gravitacional extremo.La materia degenerada no sigue la ley de los gases ideales, por lo que los cambios en temperatura no producen cambios notable en presión.
Luego que suficiente materia se acumula de esta forma sobre la superficie de la estrella de neutrones, la inestabilidad convectiva desata una reacción exotérmica de fusión nuclear, que causa un aumento de temperatura mayor a 109 kelvin, dando eventualmente lugar a una explosión termonuclear. Esta explosiva nucleosíntesis estelar comienza con el ciclo CNO que rápidamente lleva a un proceso rp. La teoría sugiere que al menos en algunos casos el hidrógeno en el material de acreción arde continuamente, y que la acumulación de helio es la que causa el encendido.

## Observación del fenómeno
A causa de que en un período muy corto se libera una gran cantidad de energía, gran parte de ella se emite como fotones de alta energía de acuerdo a la teoría de cuerpos negros, en este caso rayos X.
Esta emisión de energía puede observarse como incremento en la luminosidad de la estrella mediante un observatorio astronómico. LAs erupciones no pueden observarse desde la superficie terrestre a causa de que la atmósfera es opaca a los rayos X. La mayoría de las estrellas con erupción de rayos X exhiben emisiones recurrentes porque estas no son lo suficientemente poderosas como para desafiar la estabilidad orbital, con lo que todo el proceso puede reiniciarse. 
La mayoría de las erupciones tiene períodos irregulares, con intervalos que pueden ir desde unas pocas horas a varios meses, dependiendo de factores como la masa de las estrellas, la distancia entre ambas, la tasa de acrecimiento, y la composición exacta del material acrecido. 
Desde el punto de vista de la observación, las erupciones de rayos X se clasifican en dos categorías llamadas «tipo I» y «tipo II». Una erupción de rayos X tipo II muestra un pulso rápido que puede presentar varias emisiones separadas por minutos, pero han sido observadas sólo dos fuentes de este tipo, por lo que la mayoría de las erupciones se asume que son tipo I.

## Aplicaciones en astronomía
Estas luminosas fuentes de rayos X pueden considerarse como referencias en la escalera de distancias cósmicas, ya que la masa de una estrella de neutrones determina la luminosidad de la erupción. En consecuencia, comparando la flujo de rayos X observado con el valor predecible según la masa se obtienen distancias razonablemente precisas. La observación de las erupciones de rayos X permiten así mismo determinar el radio de la estrella de neutrones. 